# رئيس الدير (رواية)
رئيس الدير (بالإنجليزية: The Abbot)‏ هي رواية تاريخية نشرت عام 1820 بقلم السير والتر سكوت. وهي تتمة لقصة الدير، وهي واحدة من سلسلة سكوت «حكايات من مصادر بندكتينية» وتقع أحداثها في زمن ماري ستيوارت. وتتابع القصة حياة بعض بعض الشخصيات التي قدمها سكوت في الرواية السابقة، لكنه يقدم أيضا شخصيات جديدة مثل رولان غرايم.